# Monica Weegman
Monica Weegman (1 juli 1997) is een Surinaams voetbalster. Ze speelt voor SV Merodia in de SVB Vrouwenvoetbal Competitie en kwam meermaals uit voor het Surinaamse voetbalelftal. Ze was in 2016 en 2017 Surinaams voetbalster van het jaar.

## Carrière
Monica Weegman speelt voor SV Merodia en was in 2016 en 2017 topscorer van de SVB Vrouwenvoetbal Competitie. In beide jaren werd ze uitgeroepen tot Surinaams voetbalster van het jaar.
In 2018 speelde ze in het Surinaamse voetbalelftal. In de wedstrijd die Suriname met 6-5 won van Grenada scoorde ze eenmaal. Het jaar erop viel ze in de 75e minuut in tijdens de wedstrijd tegen Haïti die Suriname met 10-0 verloor en eveneens in de 75e minuut tijdens de wedstrijd tegen Puerto Rico die Suriname met 6-1 verloor.